# Nikolaï Nikolaïevitch Poradélov
Nikolaï Nikolaïevitch Poradélov (en russe : Николай Николаевич Пораделов, 1887-1948) est un colonel de l'État-major général de l'Empire russe, l'ami et le "garde du corps" de Kerensky en 1917 et puis à Paris.
Il est mort après la Seconde Guerre mondiale, non loin de Chartres.